# Кёстлин, Карл Рейнгольд
Карл Рейнгольд Кёстлин (нем. Karl Reinhold von Köstlin; 28 сентября 1819, Урах — 12 апреля 1894, Тюбинген) — немецкий богослов и эстетик.
Был профессором философии и истории искусств. Первые научные работы Кестлина были богословского содержания: «Der Lehrbegriff des Evangeliums und der Briefe des Johannes» (Б., 1843), «Der Ursprung und die Komposition der synoptischen Evangelien» (Тюбинген, 1853) и целый ряд статей в «Theol. Jahrbücher» Целлера. Из позднейших эстетических работ его особенно выделяются: «Goethes Faust, seine Kritiker und Ausleger» (Тюбинген, 1860) и «Aesthetik» (Тюбинген, 1863—1868). Написал также: «Hegel in philosophischer, politischer und nationaler Beziehung» (Тюбинген, 1870) и «Der Ring der Nibelungen» (Тюбинген, 1877).